# Федоренки
Федо́ренки — село в Україні, в Омельницькій сільській громаді Кременчуцького району Полтавської області. Населення становить 19 осіб. Орган місцевого самоврядування — Омельницька сільська рада.

## Географія
Село Федоренки знаходиться на правому березі річки Псел, вище за течією на відстані 3 км розташоване село Омельник, нижче за течією на відстані в 1 км розташоване село Романки, на протилежному березі — село Крамаренки.